# 메트로이드 퓨전
《메트로이드 퓨전》는 닌텐도가 게임보이 어드밴스로 발매한 2002년 액션 어드벤처 게임이다. 《메트로이드》 시리즈 본편 네 번째 작품으로, 전작 《슈퍼 메트로이드 (1994)》를 제작했던 닌텐도 개발 제일부가 다시 개발을 담당했다. 플레이어는 주인공 사무스 아란을 조종해 임의의 생물체 형태로 변하는 바이러스 유기체 'X 패러사이트'에 감염된 우주기지를 탐험한다.
전작들과 마찬가지로 《메트로이드 퓨전》은 플랫폼, 퍼즐 및 슈팅이 조합된 횡스크롤 비디오 게임이다. 이전과는 달리 임무에 따라 지역들을 탐험하는 선형적인 플레이 방식으로 변화를 꾀했다. 게임큐브로 제작된 《메트로이드 프라임》와 동시기에 발매됐으며 게임큐브 – 게임보이 어드밴스 링크 케이블을 통해 《메트로이드 프라임》의 추가요소를 해금할 수 있다.
출시 당시 액션에 치중한 치밀한 게임플레이으로 호평을 받았으며, 2002년 인터랙티브 어치브먼트 어워드에서 '올해의 휴대용 게임'을 비롯한 여러 종목에서 수상받았다. 2011년 12월에는 3DS 앰배서더 프로그램을 통해 닌텐도 3DS 버추얼 콘솔로 재발매됐으며 2014년 4월에는 Wii U 버추얼 콘솔로도 출시됐다.

## 개발
2001년 3월 23일 닌텐도는 게임보이 어드밴스로 새로운 《메트로이드》 게임을 제작할 것임을 발표했다. 당시 북미 닌텐도 게임 개발 디렉터였던 켄 로브가 이는 1994년 슈퍼 패미컴으로 출시됐던 《슈퍼 메트로이드》의 이식판이 아닌 완전 신작이라고 공고했다. 2001년 E3 시연회에서 《메트로이드 IV》라는 제목으로 초기판 영상이 공개됐다. 이 때 영상에선 게임보이 컬러에 가까운 그래픽을 갖추고 있었다. 2002년 E3에서 닌텐도는 《메트로이드 퓨전》이라는 제목 하에 그래픽을 강화한 시연 영상을 다시 공개했다. IGN은 E3에서 공개된 '최고의 게임' 및 '최고의 액션 게임'으로 이를 선정했다.

## 참조
1. ↑  영어: Metroid Fusion, 일본어: メトロイドフュージョン